# Futur simple
De futur simple is een wijs en tijd van het werkwoord in het Frans. Het is de toekomende tijd van de indicatief, vergelijkbaar met de Nederlandse onvoltooid toekomende tijd.

## Vervoeging
Bij regelmatige werkwoorden eindigend op -er en -ir  wordt de futur simple gevormd door achter het hele werkwoord (infinitief) respectievelijk -ai, -as, -a, -ons, -ez en -ont (uitgangen van avoir) te plaatsen. Bij de regelmatige werkwoorden op -re vervalt de 'e' uit 're'. Bij de regelmatige werkwoorden op -oir (en dat zijn er maar enkele) vervalt de 'oi' uit 'oir'
Bij onregelmatige werkwoorden gelden eveneens bovengenoemde uitgangen.

## Voorbeelden
| Persoon | Parler                                                 | Dormir                                                 | Rendre                                           | Recevoir                                               | Être                                 | Avoir                                | Venir                                                  |
| Eerste enkelvoud (je/j') Tweede enkelvoud (tu) Derde enkelvoud (il/elle/on) Eerste meervoud (nous) Tweede meervoud (vous) Derde meervoud (ils/elles) | parlerai parleras parlera parlerons parlerez parleront | dormirai dormiras dormira dormirons dormirez dormiront | rendrai rendras rendra rendrons rendrez rendront | recevrai recevras recevra recevrons recevrez recevront | serai seras sera serons serez seront | aurai auras aura aurons aurez auront | viendrai viendras viendra viendrons viendrez viendront |